# Пежо тип 161
Пежо тип 161 (фр. Peugeot Type 161) аутомобил назван још "Quadrilette", производио се између 1921. и 1922. године од стране француског произвођача аутомобила Пежо у њиховој фабрици у Болијеу. У том раздобљу је укупно произведено 3500 јединица. Први пут је представљен на мото шоу у Бриселу 1920. године.
Аутомобил покреће четвороцилиндрични четворотактни мотор који је постављен напред, а преко кардана је пренет погон на задње точкове. Његова максимална снага била је 10 КС и запремине 667 cm³.
Тип 161 се производио у две варијанте 161 и 161 Е са међуосовинским растојањем од 2304 мм, а размак точкова је 926 мм напред и 750 мм позади. Дужна возила је била 2954 мм ширина 1166 мм и висина 1450 мм. Форма каросерије је "Quadrilette" са простором за две особе, које су прво виле смештене једна иза друге, а каснинје једна поред друге.
Због мале масе овај аутомобил је био сврстан у лака. Овај модел је замењен 1922. моделом Пежо тип 172.

## Галерија
- Пежо 161 "Quadrilette", поглед позади
- Пежо 161 "Quadrilette" из 1921 године
- Пежо 161 "Quadrilette" из 1921 године